# Orion 10
Orion 10 var en planerad flygning som aldrig genomfördes, i det numera nedlagda Constellationprogrammet

## Färdplan
Flygningen skulle blivit den sista bemannade till Internationella rymdstationen. Den skulle stanna på ISS i sex månader innan den återvände till jorden.